# LGA 1366
LGA 1366 (також відомий, як Socket B) — роз'єм для мікропроцесорів, є заміною роз'єм Socket T (також відомого, як LGA 775) для високопродуктивних персональних комп'ютерів та серверів. Також є заміною орієнтованого на серверні системи роз'єм Socket J (LGA 771).

## Історія
У листопаді 2008 року, компанія Intel випустила процесор Core i7, який став першим процесором для даного роз'єму.
Вважається, що більшість майбутніх материнських плат, призначених для високопродуктивних серверів будуть оснащені даним роз'ємом, а для персональних комп'ютерів початкового і середнього рівня компанія Intel пропонуватиме новий роз'єм з 1160 контактами, створивши при цьому ринок, який використовуватиме три різні роз'єми для різних потреб (LGA 1160, LGA 1366 та LGA 1567).
Першим чипсетом, який підтримує даний роз'єм став Intel X58.

## Технічні деталі
Стрибкоподібне збільшення кількості контактів приблизно рівносильне аналогічному стрибку між LGA 775 та PGA 478. Розмір процесора було збільшено приблизно на 20%, не зважаючи на те, що розмір контактів та відстань між ними зменшились. Як і під час попереднього стрибка, старі кулери стали не сумісними з новими процесорами.